# Gordon Coates
John Gordon Coates (znany jako Gordon Coates; ur. 3 lutego 1878 na półwyspie Hutakere, zm. 27 maja 1943 w Wellington) – nowozelandzki polityk, w latach 1925–1928 premier Nowej Zelandii.

## Życiorys
Pochodził z rolniczej rodziny. Jego rodzinne strony zamieszkiwało wielu Maorysów, dzięki czemu Coates dorastał jako dziecko dwujęzyczne, mówiąc płynnie zarówno po angielsku, jak i maorysku. Jego ojciec cierpiał na ostrą postać choroby afektywnej dwubiegunowej, przez co młody Gordon szybko musiał przejąć odpowiedzialność za farmę. Ożenił się dopiero ze swoją drugą narzeczoną, w wieku 36 lat – ojciec pierwszej nie dopuścił do ślubu, obawiając się, że choroba psychiczna Coatesa seniora okaże się dziedziczna. Mimo późnego jak na tamte czasy ślubu, dochował się piątki dzieci.
Karierę polityczną zaczynał w radzie hrabstwa Otomatea, do której został wybrany w 1905, a w latach 1913–1916 był jej przewodniczącym. W 1911 uzyskał równolegle mandat parlamentarny. Choć oficjalnie był posłem niezależnym, należał do grupy deputowanych niezrzeszonych popierających rządy Partii Liberalnej. Thomas Mackenzie proponował mu nawet wejście w skład swego gabinetu, ale Coates odmówił. Z czasem jego poglądy oddalały się od programu liberałów, z którymi nie zgadzał się w szczególności w kwestii prawa farmerów do uprawianej przez nich ziemi. Liberałowie sądzili, iż ziemia powinna być państwowa, a rolnicy mogą z niej korzystać na zasadach dzierżawy. Coates – mając złe osobiste doświadczenia z tą formą – opowiadał się za pełną własnością gruntów przez farmerów. Dlatego w 1912 poparł wotum nieufności dla rządu Mackenzie'ego, które odsunęło liberałów od władzy.
W 1914 przystąpił do konserwatywnej, utworzonej przez kolejnego premiera, Williama Masseya, Partii Reformistycznej. W pierwszych latach członkostwa dał się jednak poznać jako polityk myślący kategoriami interesów nie tyle swej partii, co rodzinnego regionu. W latach 1916–1919 służył w armii i walczył na frontach I wojny światowej. Za swego zasługi został odznaczony brytyjskim Krzyżem Wojskowym.
Po powrocie do kraju w glorii bohatera natychmiast otrzymał nominację rządową i został ministrem odpowiedzialnym za kwestie sprawiedliwości, poczty i telegrafów. Później objął resort robót publicznych i kolei, a w 1921 stał się ministrem ds. tubylców, na którym to stanowisku jego znajomość języka Maorysów okazała się bardzo cenna. Kiedy premier Massey zmarł w maju 1925, tymczasowym szefem rządu został Francis Bell, który nie chciał jednak pełnić tej funkcji na stałe. Coates wygrał wybory na nowego lidera reformistów i tym samym stał się premierem. Jego zaprzysiężenie odbyło się 30 maja 1925 roku.
Jako szef rządu zachował większość gabinetu poprzednika. Wbrew oczekiwaniom niektórych wyborców, przyjął bardzo pragmatyczny program rządzenia, mniejszą wagę przykładając do realizacji ideologicznej linii swej partii. Partia pod jego wodzą zdołała zachować władzę w wyborach z 1925 roku, jednak kolejne lata przyniosły postępujące pogorszenie sytuacji gospodarczej, któremu gabinet Coatesa nie był w stanie zapobiec. W 1928 reformiści oraz powstała na gruzach stronnictwa liberałów Partia Zjednoczona uzyskali w wyborach tyle samo mandatów parlamentarnych. Decydujące okazało się zachowanie będącej trzecią siłą Partii Pracy. Jej przywódcy zdecydowali się na wsparcie Partii Zjednoczonej. W efekcie Coatesa na stanowisku premiera zastąpił Joseph Ward (później jego miejsce zajął George Forbes).
Labourzyści wycofali swoje poparcie dla gabinetu Forbesa na krótko przed wyborami w 1931 roku. W tej sytuacji Partia Zjednoczona zaprosiła reformistów do koalicji. Oba ugrupowania wspólnie zdołały wygrać wybory. W nowym rządzie Forbes pozostał premierem, a Coates objął tekę ministra finansów. Przetrwał on jedną kadencję – do roku 1935, kiedy w wyborach po raz pierwszy w historii wygrała Partia Pracy.
W 1936 współpraca reformistów i Partii Zjednoczonej została uwieńczona połączeniem obu ugrupowań w Nowozelandzką Partię Narodową. Coates stał się jej prominentnym działaczem i parlamentarzystą. Zmarł nagle w 1943 w swoim biurze w Wellington. W ostatnich latach życia narzekał na kiepskie zdrowie, co było spowodowane w dużej mierze bardzo niezdrowym trybem życia (nigdy nie stronił od papierosów i alkoholu).